# 1499 Порі
1499 Порі (1499 Pori) — астероїд головного поясу, відкритий 16 жовтня 1938 року.
Тіссеранів параметр щодо Юпітера — 3,325.